# Jean-Pierre Verdet
Pour les articles homonymes, voir Verdet.
Jean-Pierre Verdet est un mathématicien, astronome, historien de l’astronomie, auteur, né à Paris en 1932.

## Biographie
Jean-Pierre Verdet est licencié de mathématiques. Docteur ès-sciences en 1975 – Université Paris VII. En 1963, il est entré à l'Observatoire de Paris, où, après avoir étudié la couronne solaire, il a inauguré l'astronomie infrarouge en France, puis étudié le rayonnement des planètes dans ce domaine de longueur d'onde. Il a ensuite dirigé le Département d'astronomie fondamentale de l'Observatoire de Paris. il a régulièrement enseigné au DEA de Mécanique céleste de l'Observatoire (cet établissement de l'Enseignement supérieur étant habilité à délivrer des doctorats) dans le cadre des obligations d'enseignement qu'impose le statut des astronomes.
De 1976 à 1997, date à laquelle il a quitté l'Observatoire, il a consacré la moitié de son activité à l'histoire de l'astronomie ancienne avec l'équipe pluridisciplinaire qu'il avait réunie à l'Observatoire, pour traduire des textes astronomiques latins, grecs et arabes. Dans ce domaine de l'histoire de l'astronomie, outre des ouvrages d'érudition, il est l'auteur de nombreux livres de vulgarisation, notamment pour la jeunesse, faisant partie de la petite équipe qui, sous la direction de Pierre Marchand, a créé le département Jeunesse-Gallimard,.
En 1991, il collabore à la première Nuit des Étoiles avec Daniel Kunth, Hubert Reeves dans une émission télévisée sur Antenne 2, diffusée simultanément sur France Inter. L'émission dure 4h.
En 2000, Jean-Pierre Verdet quitte Paris. Il vit aujourd'hui dans le sud de la France avec Françoise Joudrier, peintre.
En 2016, Le prix du Budget de l'Académie des inscriptions et belles-lettres a été décerné à MM. Michel-Pierre Lerner, Alain-Philippe Segonds† et Jean-Pierre Verdet pour leur édition critique, du De revolutionibus orbium cœlestium. 3 vol.,
Pour cette même parution qui est la 1re édition critique du De revolutionibus orbium coelestium (Nuremberg, 1543) de Nicolas Copernic (1473-1543) traduction française et commentaires. La médaille Alexandre-Koyré 2015 de l'Académie Internationale d'Histoire des Sciences a été décernée à ce travail d'équipe.

### Astrarium (de Giovanni Dondi)
On lui doit une reconstruction de l’astrarium de Giovanni Dondi,. Cette réalisation de l’Observatoire de Paris a été faite d’après un manuscrit de Giovanni Dondi, transcrit, traduit et commenté par Emmanuel Poulle. Construit à Padoue entre 1365 et 1380, l’astrarium est une horloge planétaire, c’est-à-dire une mécanique complexe qui, à partir d’une horloge commune donnant l’heure, indique de plus les positions, dans le zodiaque, du soleil, de la lune et des cinq planètes visibles à l’œil nu. L’astrarium de Dondi fut la première horloge planétaire en Occident : visitée et admirée jusqu’à la Renaissance, elle resta longtemps la référence obligée de réalisations analogues, mais de dessein plus modeste. Atteinte par le vieillissement rapide qui affecte les réalisations mécaniques, l’horloge a d’abord cessé de fonctionner avant de sombrer dans l’oubli. Elle a disparu sans qu’on puisse en préciser le sort et sans qu’on en retrouve la moindre pièce.

## Conférences, Interviews,
Dans le cadre de son activité de chercheur, Jean-Pierre Verdet a participé à des conférences, des interviews, des émissions radiophoniques et télévisées.
- France Culture, Les vivants et les Dieux, émission proposée par Michel Cazenave. Science antique et conception du monde[11].
- France Culture, La Marche des sciences, émission proposée par Virginie Luneau, février 2010 : Aux origines du Monde[12].
- Agora des Savoirs, Montpellier, Centre Rabelais, mars 2011 : Voir et rêver le monde [13].
- Ferme des Étoiles. Festival d'Astronomie, Fleurance. Portraits Savants, série proposée par A Ciel Ouvert : La science en question[14].
- Ferme des Étoiles. Festival d'Astronomie, Fleurance. Portraits Savants, série proposée par A Ciel Ouvert : Un parcours un métier[15].

### Ouvrages
- 1975 : Introductions à l'astronomie de Copernic : commentariolus et narratio prima, Henri Hugonnard-Roche et Jean-Pierre Verdet, Librairie scientifique Blanchard
- 1978 : A la découverte du ciel, Catherine de Berg et Jean-Pierre Verdet, Collection en savoir plus, Hachette
- 1982 : Georgii Joachimi Rhetici, Narratio prima, édition critique, traduction et commentaires, Henri Hugonnard-Roche et Jean-Pierre Verdet, Studia Copernicana
- 1985 : Edison, toute une vie d'inventions, Margaret Cousins et Jean-Pierre Verdet, Cadet Biographie, Gallimard
- 1985 : L'astronomie, un dictionnaire raisonné, Jean-Pierre Verdet, dans la collection Le monde de …, M. A.
- 1983 : Le livre du ciel, Jean-Pierre Verdet, Découverte Cadet, Gallimard
- 1986 : Le ciel, le soleil et le jour, Jean-Pierre Verdet, Découverte Benjamin, Gallimard
- 1986 : Le ciel, l'air et le vent, Jean-Pierre Verdet, Découverte Benjamin, Gallimard
- 1987 : Le ciel, les étoiles et la nuit, Jean-Pierre Verdet, Découverte Benjamin, Gallimard
- 1987 : Le ciel, ordre et désordre, Jean-Pierre Verdet, coll. « Découvertes Gallimard / Sciences et techniques » (no 26), Gallimard
- 1987 : Cosmogonies, ouvrage tiré à 100 exemplaires, numérotés et signés, Jan Saudek et Jean-Pierre Verdet, Rémanences
- 1988 : Blaise Cendrars, un poète, Jean-Pierre Verdet, Poésie Junior, Gallimard
- 1989 : Le Grand Louvre : du donjon à la pyramide, Catherine Chaine et Jean-Pierre Verdet, Hatier
- 1990 : Une histoire de l'astronomie, Jean-Pierre Verdet, Le Seuil, collection Point-sciences
- 1990 : La terre et le ciel, Jean-Pierre Verdet, Mes premières découvertes, Gallimard
- 1992 : L'heure et le temps qui passe, Jean-Pierre Verdet, Mes premières découvertes, Gallimard
- 1992 : La lumière, Jean-Pierre Verdet, Mes premières découvertes, Gallimard
- 1992 : Des trésors d'énergie, Jean-Pierre Verdet, Découverte Benjamin, Gallimard
- 1992 : La lumière magicienne des couleurs, Jean-Pierre Verdet, Découverte Benjamin, Gallimard
- 1993 : Textes essentiels : astronomie et astrophysique, Jean-Pierre. Verdet, Larousse
- 1993 : Le ciel par-dessus nos têtes, Jean-Pierre Verdet, Les Racines du savoir, Gallimard
- 1993 : Le feu, ami ou ennemi ?, Jean-Pierre Verdet, Les Racines du savoir, Gallimard
- 1993 : L'univers, Jean-Pierre Verdet, Ma première encyclopédie, Larousse
- 1993 : Plus haut, plus loin, Jean-Pierre Verdet, Collection Archimède, L'École des loisirs
- 1995 : L'Atlas de l'Univers, Jean-Pierre Verdet, Premières découvertes, Gallimard
- 1995 : L'Atlas de la Terre, Jean-Pierre Verdet, Premières découvertes, Gallimard
- 1995 : Visages de la terre, Jean-Pierre Verdet, Les racines du savoir, Gallimard
- 1995 : Des planètes aux galaxies, Catherine de Bergh et Jean-Pierre Verdet, Hachette
- 1996 : Traité du monde et de l'homme de René Descartes, édition critique annotée, Annie Bitbol et Jean-Pierre Verdet, Le Seuil
- 1998 : Histoire de l’astronomie ancienne et classique, Jean-Pierre Verdet, « Que Sais-je? », P.U.F.
- 1998 : Penser l’Univers, Jean-Pierre Verdet, « Découvertes Gallimard Texto » (no 2), Gallimard
- 1998 : L’Arpenteur immobile, Jean-Pierre Verdet, Le Temps qu’il fait
- 1999 : Le Champ des étoiles, Jean-Pierre Verdet, Octavius, Gallimard
- 2000 : Le Ciel, Jean-Pierre Verdet, Explorateur 3D, Hachette
- 2002 : Nicolas et la supernova, Jean-Pierre Verdet, Drôle d’aventure, Gallimard[16]
- 2002 : Voir et rêver le monde, Jean-Pierre Verdet, Larousse
- 2003 : Éclats, (livre-objet tiré à 10 exemplaires manuscrits) Jean-Pierre Verdet et Bertrand Dorny
- 2004 : Les idées reçues sur l’univers, Jean-Pierre Verdet, Le Cavalier bleu
- 2004 : Cluny, invitation à la flânerie, Jean-Pierre Verdet, (aquarelles de David Giraudon), J.P.M. Éditions
- 2006 : La Sagesse de l’Astronome, Jean-Pierre Verdet, Éditions du 81
- 2006 : L’Histoire de la terre, Jean-Pierre Verdet et Christian Broutin, Gallimard-Jeunesse
- 2009 : Un moment lumineux, la rencontre entre Johannes Kepler et Tycho Brahe, Jean-Pierre Verdet et Françoise Joudrier, L’École des Loisirs
- 2010 : Aux origines du monde, Une histoire de la cosmogonie, Jean-Pierre Verdet, Le Seuil

### Traductions et adaptations
- 1979 : Un zoo dans le ciel, contes et légendes, (Monika Beisner), adaptés de l'allemand, Enfantimages, Gallimard, (sous le pseudonyme de Jean Michel Verner)
- 1981 : Les Colonies de l'espace (Frédéric Golden), traduit de l'américain, L'École des loisirs, (sous le pseudonyme de Alain Verse)
- 1982 : Le guide du ciel (Charles Whitney), traduit de l'américain, L'École des loisirs
- 1987 : La terre est un cadran solaire (Mitsumana Anno), adapté du japonais, en collaboration avec Nicole Coulom, L'École des loisirs
- 1087 : Le livre des étoiles en trois dimensions (K. Siugara et M. Kitamura), adapté du japonais, en collaboration avec Nicole Coulom, L'École des loisirs
- 1991 : Le Temps qu'il fera (B. Cosgrove), traduit de l'anglais, Les Yeux de la découverte, Gallimard
- 1992 : La lumière, traduit de l'anglais, Les Yeux de la découverte, Gallimard
- 1992 : Atlas du ciel et de l'univers, (I. Nicolson), traduit de l'anglais, Larousse
- 1993 : L'Énergie, traduit de l'anglais, Les Yeux de la découverte, Gallimard
- 1994 : Les Déchets sur notre planète, trad. de l’allemand, Gallimard
- 1994 : L’énergie sur notre planète, trad. de l’allemand, Gallimard
- 2015 : De Revolutionibus de Nicolas Copernic, texte latin, traduction, notes et commentaires, en collaboration avec M.Lerner et A.Segonds, trois volumes, Les Belles Lettres[5],[4],[7],[8]

- 2018 : Le Terrier de Franz Kafka, trad. de l'allemand, folio Bilingue, Gallimard

### Contributions
- 1983 : L'histoire de l'astronomie, dans Le Grand Atlas de l'astronomie, Encyclopedia Universalis
- 1992 : L'astronomia dalle origini a Copernico, dans Storia delle scienze, volume 2, Le scienze fisiche e astronomiche, Einaudi
- 1993 : Copernican cosmology, dans Encyclopedia of cosmology, Garland Publishing
- 1997 : Dictionnaire des Lumières, Rubriques : astronomie, étoiles, observatoires, système solaire, P.U.F.
- 1998 : Dictionnaire critique de la science classique, article Copernic, Flammarion
- 2012 : Omnia in uno, Hommage à Alain-Philippe Segonds, article L’Atome primitif de l’abbé Lemaître première version du big-bang, Les Belles Lettres
- 2014 : Les découvertes d’Uranus et de Neptune, Articles offerts à Henri Hugonnard-Roche in Etudes musulmanes, XLIV, Vrin